# Буттац, Иван Фёдорович
Иван Фёдорович (Францевич) Буттац (Franz Buttatz; 2 (14) июня 1809— 25 июля (6 августа)1876) — российский архитектор, построил ряд мостов, участвовал в других работах. Первый производитель асфальта в России.
Его деятельность в Санкт-Петербурге:
- 1834—1835 годы: участие в проекте купола Троице-Измайловсковского собора совместно с Л. И. Руска, инженер П. П. Мельников. Руководство проектом — П. П. Базен[2].
- 1835—1836 годы: проект 1-го Садового моста под руководством П. П. Базена и А. Д. Готмана;
- к 1840 году: проект Аничкова моста, совместно с инженером А. Х. Редером[3];
- 1872 год: стал первым человеком, который наладил в России изготовление асфальта.

Преподавал в Институте Корпуса инженеров путей сообщения; в 1842 г. был командирован в США, где закупил четыре паровых экскаватора, которые затем использовались на строительстве железной дороги Петербург — Москва, в частности, при разработке Привалдайской возвышенности.
Скончался в 1876 году (не позднее 2 сентября).